# Sumbana fenestrata
Sumbana fenestrata är en insektsart som beskrevs av Victor Lallemand och Synave 1953. Sumbana fenestrata ingår i släktet Sumbana och familjen Tropiduchidae. Inga underarter finns listade i Catalogue of Life.